# 埃尔伊托
埃尔伊托，是西班牙卡斯蒂利亚-拉曼恰昆卡省的一个市镇。总面积41平方公里，总人口227人（2001年），人口密度6人/平方公里。